# Teologia di Aristotele
La Teologia di Aristotele, chiamata anche Theologia Aristotelis, è una parafrasi in lingua araba di parti delle Enneadi di Plotino, come commentate da Porfirio.
Testo attribuito per secoli ad Aristotele, è stato poi acclarato che l'attribuzione era falsa e fu quindi ascritto allo Pseudo-Aristotele. L'opera esercitò un'influenza significativa sulla prima filosofia islamica. Ad esempio, al-Kindi e Avicenna furono influenzati dalle opere di Plotino, come tramandate dalla Teologia e da altre opere simili. Il traduttore tentò di integrare le idee di Aristotele con quelle di Plotino, cercando di rendere quest'ultimo compatibile col Cristianesimo e con l'Islam, nel contesto di una sintesi unica nel suo genere.

## Analisi
La Plotiniana Arabica è formata dalla Theologia. dalla 'Letera sulla Scienza Divina e dai 'Detti del Saggio Greco. Secondo alcune fonti, essi furono adattati dal cristiano Ibn Na'ima al-Himsi e commentati dall'islamico Al-Kindi (entrambi gli scrittori furono attivi nel IX secolo).
Esiste anche una versione stesa del testo il cui autore è ignoto. Secondo Shlomo Pines, fu probabilmente scritta da un ismailita. D'altra parte, Paul Fenton dichiarò che essa derivasse dagli Ebrei egiziani.
Oltre a questa parafrasi delle Enneadi che vengono fuse col pensiero aristotelico, esiste anche una parafrasi al De anima che viene fuso con le ide di Plotino.
La filosofia islamica successiva si basò su questa sintesi neoplatonica. Ciò valse anche per la filosofia medievale europea, che fece ricorso a testi filosofici islamici.

## Edizioni

### Testi
- Badawi, Abdurrahman, Aflutin Ind Al’Arab. Plotinus apud Arabes: Theologia Aristotelis et Fragmenta Quae Supersunt, Cairo 1955 (ristampato in Kuwait, 1977 e 1995): originale arabo
- un'edizione critica, che segue l'ordine di quelle arabe, è pubblicata dal progetto dell'European Research Council "Ideas, Advanced Grant 249431", supervisionato da Cristina d'Ancona.[2]

### Traduzioni
- Francesco Patrizi, Mystica Aegyptiorum et Chaldaeorum: a Platone voce tradita, et ab Aristotele excepta et conscripta philosophia edente Francisco Patricio, Ferrara 1591: traduzione latina
- H.-R. Schwyzer, Plotini Opera - Tomus II: Enneades IV-V . Plotiniana Arabica ad codicum fidem anglice vertit Geoffrey Lewis, Parigi 1959: traduzione in inglese, che sgue l'ordine del testo di Plotino
- Luciano Rubio, Pseudo-Aristóteles, Teologia (Madrid 1978), traduzione in spagnolo
- Catarina Belo, A Teologia de Aristóteles (2010), traduzione in portoghese basata sul testo di Badawi[3]